# ジェファーソン＝リー・ジョゼフ
ジェファーソン＝リー・ジョゼフ（Jefferson-Lee Joseph、2002年8月29日 - ）は、トップ14USAペルピニャンに所属するラグビー選手。

## プロフィール
- フランス出身[1]。
- ポジションはウィング(WTB)。
- 身長 191cm、体重 89kg
- U20フランス代表に選ばれたことがある[2]。

## 略歴
SUアジャンを経て、2024年、USAペルピニャンに加入。同年7月、2024パリ五輪の7人制フランス代表に選ばれて金メダル獲得。